# Kurtyzana

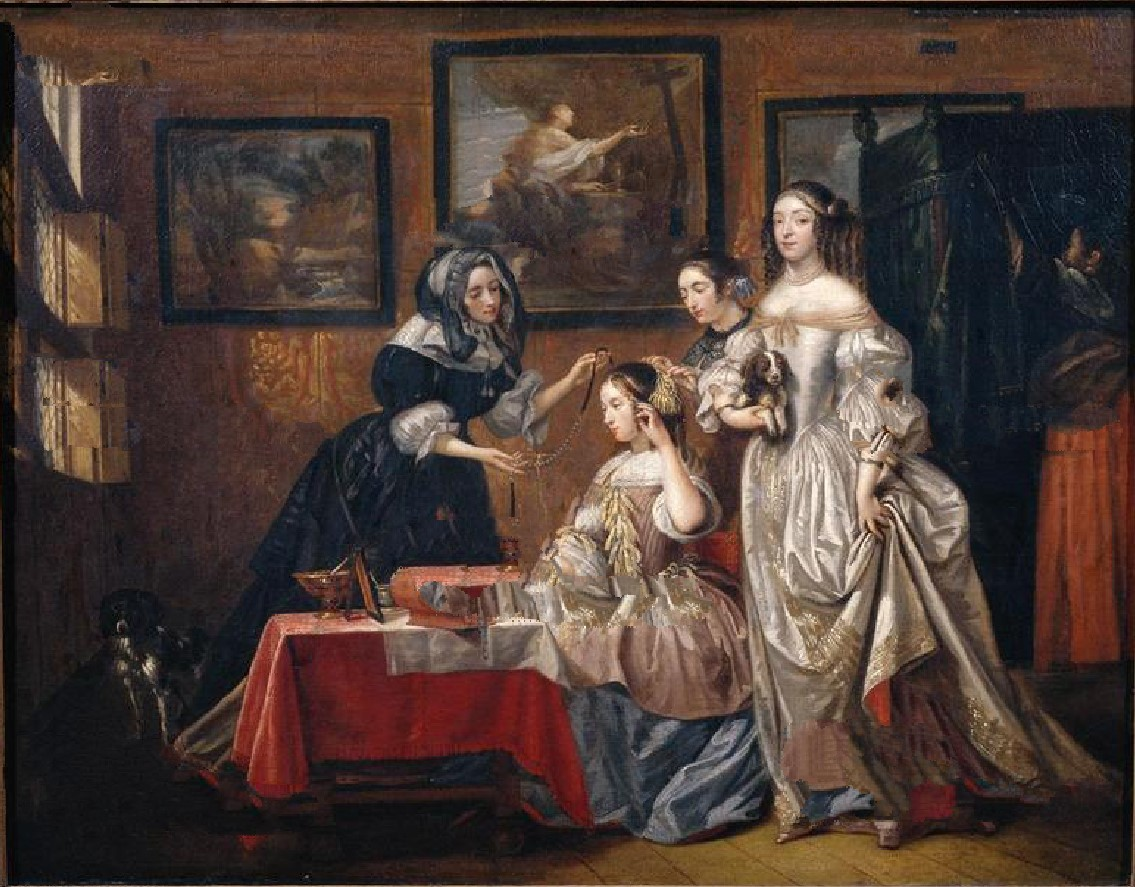
Kurtyzany ze swoimi sługami na obrazie Lancelota Voldersa

Kurtyzana (wł. cortegiana, z fr. courtisane) – słowo to oznaczało właściwie damę dworu. Jako „kobieta lekkich obyczajów” termin kurtyzana zaczął funkcjonować dopiero w Odrodzeniu. Kurtyzany to prostytutki spędzające życie w wielkim świecie pozostające na utrzymaniu możnych kochanków.

## Wstęp
W społeczeństwach feudalnych, dwór był ośrodkiem rządu, jak i miejscem rezydowania monarchy. Życie społeczne i polityczne często całkowicie łączyło się ze sobą. Przed okresem renesansu, kurtyzany świadczyły usługi przekazywania dygnitarzom informacji, których ze względu na poufność nie chciano ujawniać sługom. W Europie okresu renesansu, kurtyzany odgrywały bardzo ważną rolę w wyższych klasach społecznych. Jako że ówcześnie w zwyczaju było, że małżonkowie par monarszych wiedli odrębne życie – zawierając małżeństwo dla zachowania linii pokrewieństwa rodowego i dla zabezpieczenia aliansów politycznych – mężczyźni, jak i kobiety często szukali towarzystwa i zaspokojenia wśród innych osób z dworu. Początkowo więc bycie kurtyzaną oznaczało: być lub rezydować na dworze, następnie: spełnianie wyżej wspomnianej roli kurtyzany, aż w końcu: poświęcanie komuś uwagi jako kochanek (lub odpowiednio kochanka). Najbardziej intymną towarzyszkę (towarzysza) władcy nazywano faworytą (faworytem).
W czasach renesansu, włoskim słowem cortigiana (żeński rodzaj słowa cortigiano) zaczęto nazywać metresę władcy, a następnie bardzo dobrze wykształcone, niezależne kobiety lekkich obyczajów, ostatecznie wyuczone tancerki i śpiewaczki, szczególnie te, które pozostawały w związkach z bogatymi, obdarzonymi władzą mężczyznami, którzy oferowali im luksusy i odpowiedni status w zamian za towarzystwo. Do języka angielskiego słowo courtesan trafiło z języka włoskiego poprzez zapożyczenie w XVI wieku z języka francuskiego formy courtisane, co znaczyło wówczas przede wszystkim metresę lub prostytutkę.
Męskim odpowiednikiem, porównywalnym z kurtyzaną, był włoski cicisbeo, francuski kawaler na usługach chevalier servant i hiszpański cortejo lub estrecho. W XVIII wieku kawaler na usługach zamężnych dam był zjawiskiem powszechnym.
Współcześnie termin ‘kurtyzana’ stosowany jest też eufemistycznie na określenie kobiety parającej się prostytucją, szczególnie wówczas, gdy otacza się bogatymi klientami.

## Kurtyzany we Włoszech, Francji i Hiszpanii
Kurtyzany stały się niezwykle popularne w epoce Odrodzenia. Kurtyzanami często były aktorki, śpiewaczki, tancerki. Budziły one duże zainteresowanie i były pociągające erotycznie nie tylko z powodu ładnego ciała czy inteligencji; dodatkowo niezwykłą atrakcję stanowiło oglądanie ich na scenie dworskiej w czasie przedstawień. Tym bardziej, że zawód aktorki był wówczas dość nowy, gdyż uprzednio uprawiali go z reguły mężczyźni. Wyraz kurtyzana uzyskał znaczenie „prostytutka wysokiej rangi” w XV i XVI wieku we Francji i Włoszech. Przyczynił się do tego fakt, że wiele dam zgromadzonych na dworach renesansowych książąt świeckich i duchownych zbyt szczodrze szafowało swoimi łaskami i wdziękami, przy czym nie wzbraniało się przed materialnym rewanżem ze strony mężczyzn. Równocześnie szczególnie piękne i ambitne prostytutki naśladowały strojem i stylem życia damy dworu, w ten sposób zaspokajając potrzeby możnych mężczyzn.
Klasycznym wzorem kurtyzan były hetery z greckiego antyku, które również były luksusowymi utrzymankami greckich mężów stanu, władców, filozofów i bogaczy.
Spis rzymskich prostytutek pochodzący z około 1500 roku posługuje się wyrazem kurtyzana w odniesieniu do wszystkich prostytutek. Najwyższa ich klasa nazywana była honeste cortigane (czcigodne dziewki) lub cortesane tamose (sławne dziewki). Do tej klasy zaliczano około 200 ladacznic, które stanowiły znikomą mniejszość wobec 6800 cortesane puttane (kurtyzan – dziwek) lub Della minor sorte (pośledniejszego rodzaju). Na ogół pod pojęciem kurtyzana rozumiano wolną prostytutkę, która w przeciwieństwie do prostytutki pracującej w domu publicznym – przyjmowała klientów we własnym, eleganckim mieszkaniu, przy czym klienci ci byli mniej liczni, ale za to o wiele bogatsi. W XVI wieku kurtyzany najliczniej były spotykane w Rzymie i Wenecji. Tam bowiem znajdowały się odpowiednie warunki dla przodującej elity prostytutek, zapewniając im luksus, różne ekstrawagancje i możliwość wyżycia się. W Wenecji zatrzymywali się przede wszystkim przejezdni, bogaci, obcy kupcy i patrycjusze, którzy chcieli spróbować radości życia. W Rzymie natomiast ośrodek luksusowego życia stanowił dwór papieski, liczni kardynałowie, świeccy urzędnicy papiescy, arystokracja i dyplomaci. Włoskie kurtyzany zawdzięczały swoją niemal legendarną sławę uduchowionemu erotycznemu wyrafinowaniu. Dotyczy to zwłaszcza najbardziej wykształconych z nich, takich jak Imperia (zob. statua Imperii), żyjąca na przełomie XV i XVI wieku, którą Fabio Chigi (późniejszy papież Aleksander VII) nazwał najszlachetniejszą dziewką Rzymu. Dotyczyło to również Veroniki Franco, wenecjanki, żyjącej w drugiej połowie XVI wieku, która była przyjaciółką Tintoretta i króla Henryka III francuskiego.
Styl kurtyzan włoskich stał się wzorem dla prostytutek we Francji. Słuchając rady Pietra Aretino, Katarzyna Medici, która została królową Francji w roku 1540, sprowadziła do Paryża dowcipną wenecjankę Zufolinę, aby zapoznała ją i jej damy dworu z wyrafinowanymi tajemnicami sztuki miłości. W Lyonie Zuzanna z Florencji ustanowiła przyczółek kurtyzan i przekonała Henryka z Nawarry, męża Katarzyny Medici, o zaletach erotyki włoskiej. Angela Greca, która przez Pietro Anretina uznana została za najbardziej wyrafinowaną znawczynię technik miłosnych wśród kurtyzan rzymskich, została „porwana” do Francji przez bankiera Bonvisi, gdzie rozpowszechniła swoje doświadczenie. Największe trumfy wśród kurtyzan święciły w XVII wieku Ninon de Lenclos i w XVIII wieku hrabina Dubarry.
Kurtyzany niekoniecznie musiały mieć stosunki płciowe ze swoimi klientami, czasami wystarczała samo rozkosz patrzenia na nie. Od tego rodzaju rozrywek nie stroniły także w okresie renesansu kręgi kościelne. Bucardo, sekretarz papieża Aleksandra VI Borgii, w swoim pamiętniku pisał: Po kolacji, w której uczestniczył papież, wpuszczono około 50 kurtyzan, które tańczyły ze służącymi lub zaproszonymi gośćmi, początkowo ubrane, później całkowicie się rozbierały. Papież, jego syn i córka Lukrecja rzucali między nich kasztany i cieszyli się, gdy biedni wyrywali je sobie z rąk. W końcu papież wymyślił inną grę jako ukoronowanie tych uciech: walki miłosne, w których najsilniejszy – oprócz tego, że posiadał odpowiednią dziewczynę, obdarzany był jeszcze nagrodą.
Oprócz Włoch i Francji kurtyzany dużą rolę odgrywały także w Hiszpanii. Francisco Delicado, autor hiszpańskiego dzieła erotycznego zatytułowanego La Lozana Andaluza wydanego w Wenecji w roku 1528 opisuje historię andaluzyjskiej kurtyzany w papieskim Rzymie.

## Wybrane kurtyzany znane z historii

### Do XVII wieku i wiek XVII
- Aspazja
- Teodora (żona Justyniana I)
- Agnès Sorel
- Vannozza Cattanei
- Diana de Poitiers
- Maria Boleyn
- Veronica Franco
- Ninon de Lenclos
- Lucy Walter
- Barbara Palmer, 1. księżna Cleveland
- Markiza de Montespan
- Louise de La Vallière
- Nell Gwyn

### Wiek XVIII i XIX
- Claudine Guérin de Tencin
- Louise Julie de Mailly-Nesle
- Madame Pompadour
- Madame du Barry
- Zofia Glavani/Zofia Wittowa
- Grace Elliott
- Kitty Fischer
- Umrao Jaan
- Lola Montez
- Marie Duplessis
- Virginia Oldoini
- Katharina Schratt
- Carolina Otero
- Alice Keppel
- Liane de Pougy
- Mata Hari